# Tempio di Ercole (Amman)
Il Tempio di Ercole è un sito storico nella cittadella di Amman ad Amman, in Giordania. È certamente la struttura romana più significativa nella Cittadella. Secondo un'iscrizione il tempio fu costruito quando Geminio Marciano fu governatore della Provincia d'Arabia (162-166 d.C.), nello stesso periodo del teatro romano.

## Descrizione
Il tempio ha una larghezza di circa 30 per 24 m e un santuario esterno di 121 x 72 m. Il portico ha sei colonne di ca. 10 m di altezza. Gli archeologi credono che dal momento che non ci sono resti di colonne aggiuntive il tempio non era probabilmente finito, e il marmo venne utilizzato per costruire la chiesa bizantina nelle vicinanze.

## La statua colossale

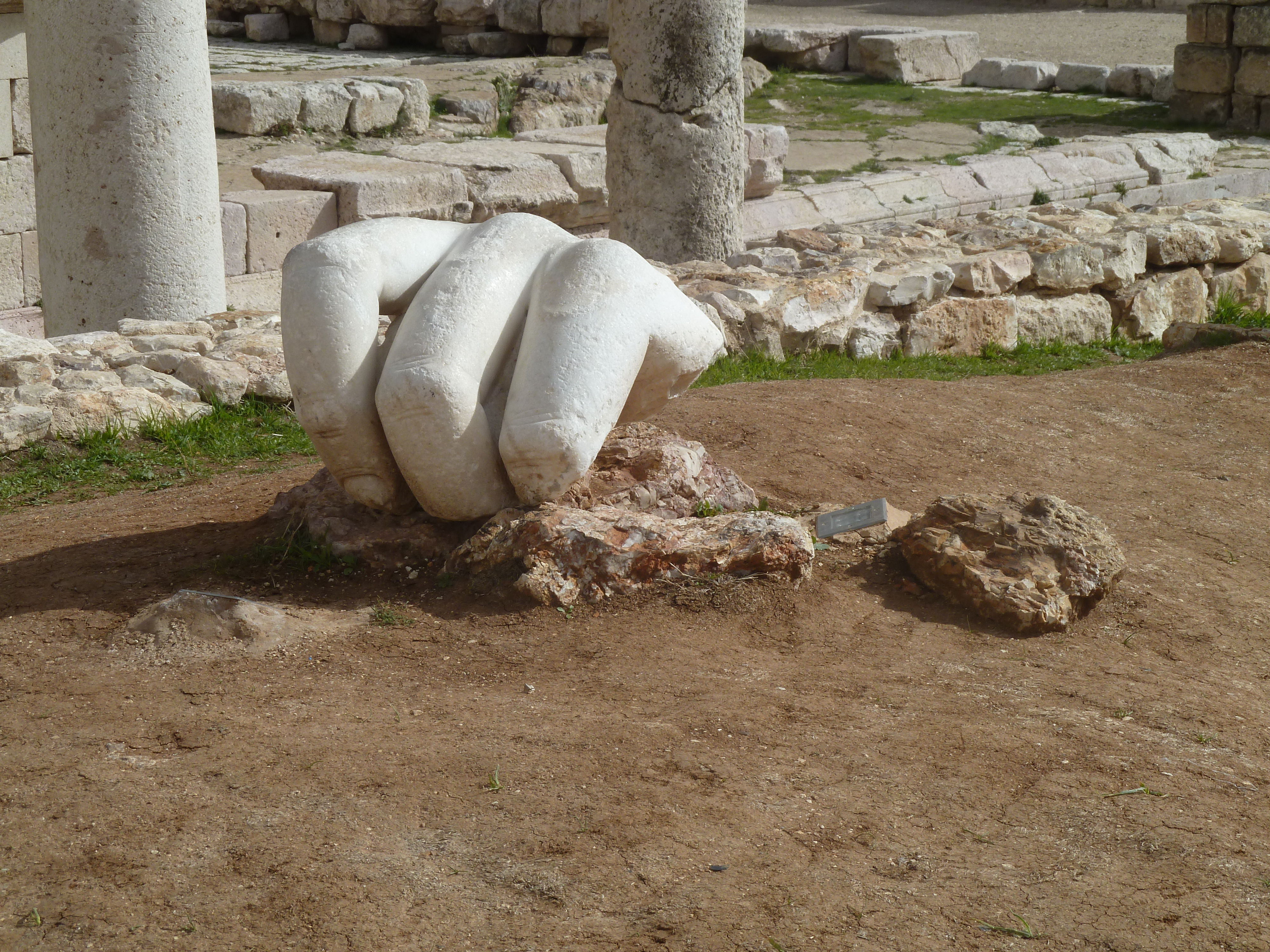
La mano di Ercole

Il sito contiene una mano scolpita nella pietra e identificata come quella di Ercole. Si stima che la statua a cui apparteneva la mano fosse alta oltre 12 metri e probabilmente distrutta da un terremoto. Tutto ciò che rimane sono tre dita e un gomito.